# Île Powell
L'île Powell est une des quatre principales îles de l'archipel des Orcades du Sud, dans l'océan Austral. Elle est inhabitée, mais accueille de nombreuses espèces de manchots. Cette île est soumise au traité sur l'Antarctique. Cependant elle est revendiquée par le Royaume-Uni depuis 1904 en tant que territoire antarctique britannique. L'île fait l'objet, depuis 2003, d'une surveillance écologique particulière, en raison de la diversité d'espèces de Sphénisciformes qu'elle abrite, notamment le Manchot à jugulaire et le Manchot papou.

## Zone spécialement protégée de l'Antarctique (ZSPA)
Lors de la tenue, à Pékin le 1er juin 2017,  de la XLe réunion consultative du traité sur l'Antarctique (RCTA) un nouveau plan de gestion de cette zone a été adopté. Il est repris en droit français par un décret du 30 novembre 2020. Le plan précise que le classement en zone spécialement protégée de l'Antarctique (ZSPA) résulte de la nécessaire protection de ses valeurs environnementales que sont principalement les populations d'oiseaux et d'otaries reproducteurs, et, dans une moindre mesure la végétation terrestre de la zone. L'avifaune reproductrice quatre espèces de manchots [à jugulaire (Pygoscelis antarctica), papou (P. papua), Adélie (P. adeliae) et gorfou doré (Eudyptes chrysolophus)] ; l'océanite de Wilson (Oceanites oceanicus), le damier du Cap (Daption capense), le goéland dominicain (Larus dominicanus), le pétrel géant (Macronectes giganteus), l'océanite à ventre noir (Fregetta tropica), le cormoran impérial (Phalacrocorax atriceps), le labbe antarctique (Catharacta loennbergi), le chionis (Chionis alba), le pétrel des neiges (Pagodroma nivea) et probablement le prion de la Désolation (Pachyptila desolata).
La zone présente une flore variée, représentative de la région, incluant des surfaces de mousse recouvrant de la tourbe, des tapis de mousse dans les zones humides, des algues des neiges et la macroalgue nitrophile Prasiola crispa en sus des colonies de manchots.
Les objectifs du plan de gestion sont : éviter toute détérioration ou tout risque de détérioration des valeurs de la zone en empêchant toute perturbation humaine inutile de ladite zone et éviter ou minimiser l'introduction de plantes, d'animaux et de micro-organismes non indigènes dans la zone. 